# Coriarachne
Coriarachne là một chi nhện trong họ Thomisidae.

## Hình ảnh

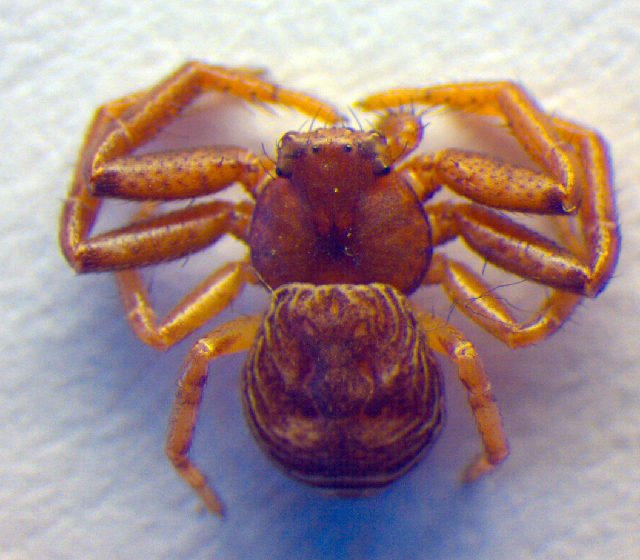